# Malmesbury (Zuid-Afrika)
Malmesbury is een plaats in de Zuid-Afrikaanse provincie West-Kaap.
Malmesbury telt ongeveer 10.000 inwoners.
Onder Jan van Riebeeck werd het gebied Groenkloof en Het Zwarte Land genoemd. In 1829 gaf Sir Lowry Cole, de Britse gouverneur van de Kaapkolonie de plaats zijn huidige naam.

## Subplaatsen
Het nationaal instituut voor de statistiek, Stats SA, deelt sinds de census 2011 deze hoofdplaats in in 3 zogenaamde subplaatsen (sub place):
Doornkuil • Malmesbury SP • Myrtledene.